# Maria Alma Solis
Maria Alma Solis (Corpus Christi (Texas), 9 februari 1956) is een Amerikaanse entomoloog en conservator, gespecialiseerd in de classificatie en biologie van vlinders, met name die van de gras- en snuitmotten (Pyraloidea). Ze werkt bij het Systematic Entomology Laboratory (SEL) van de Agricultural Research Service (ARS) onder het United States Department of Agriculture (USDA).
Ze behaalde haar masterdiploma in biologie aan de Universiteit van Texas in Austin en haar doctoraat in insectensystematiek aan de Universiteit van Maryland, College Park. Ze heeft meer dan 100 wetenschappelijke artikelen gepubliceerd en belangrijke bijdragen geleverd aan het vakgebied. In 2018 werd Maria Alma Solis verkozen tot fellow van de Entomological Society of America.
- International Standard Name Identifier: 0000 0004 5812 4399
- Nederlandse Thesaurus van Auteursnamen: 38017538X
- ORCID: 0000-0001-6379-1004
- Virtual International Authority File: 76145067105866630409
- WorldCat: E39PBJcWrHgdWG4xRWhcPHDyVC